# 七五三現象
七五三現象（しちごさんげんしょう）は、就職して3年未満で中卒の7割、高卒の5割、大卒の3割が離職する現象のこと。7・5・3現象とも表記する。
第23回識者と語る論談倶楽部（2004年（平成16年）5月13日）によると、この現象は最近の問題ではなく10年前（1994年（平成6年））とほぼ変わらないが、25年前（1979年（昭和54年））と比べると高卒者の短期離職者が増えていると書かれている。なお2010年卒の離職率は、中卒6割、高卒4割、大卒3割と若干減少している。

## 概説
若年者の早期離職が問題となるのは、いったん仕事を辞めてしまうと、正社員として再就職するのが難しく、収入が不安定で将来設計が立てにくい非正規雇用になりやすいためである。一方で、3年未満の離職については「一律でミスマッチとして否定するべきではない」とする主張も存在する。転職が一般化し「第二新卒」という労働市場が確立している現在では、能動的にキャリアを築くための転職も一般化している。
高卒就職者の離職割合が大卒就職者のそれより高い要因として、多くの都道府県で高校生の就職活動に「一人一社制」が採られていることにあるとされる。一人一社制の下では「1社しか見ずに就職する高校生は、複数の会社を比較して就職先を決められる大学生に比べ、会社への納得感が低い」との見方がある。但し、就職氷河期を機に、2003年以降は時期限定で複数応募が可能にはなっていたが、教育再生実行会議は2019年5月に一人一社制の見直しを提言し、これを受け厚生労働省と文部科学省は2020年2月に一人一社制を見直し地域の実情に応じて複数社への応募も認めるよう促す報告書をまとめた。当初より一人一社制を採っていない秋田県、沖縄県に続き、和歌山県が2021年度から複数社への応募を認めることを決めた。大阪府も2021年度から複数社への応募を認める方針であったが、コロナ禍のため実施を1年先送りして2022年度から開始する予定である。

## 離職率の推移
| 年卒 | 中卒 | 高卒 | 大卒 |
| ---- | ---- | ---- | ---- |
| 1982 | 60.2 | 37.7 |      |
| 1987 | 64.5 | 46.2 | 28.4 |
| 1990 | 67.0 | 45.1 | 26.5 |
| 1995 | 70.3 | 46.6 | 32.0 |
| 2000 | 73.0 | 50.3 | 36.5 |
| 2005 | 66.7 | 47.9 | 35.9 |
| 2010 | 62.1 | 39.2 | 31.0 |
| 2015 | 64.1 | 39.3 | 31.8 |

出典:

## 参考資料
- 若者の早期離職-離職率を下げるために-
- 新規学卒就職者の在職期間別離職率の推移